# Борисово-Судский район
Борисово-Судский район — административно-территориальная единица в составе Ленинградской и Вологодской областей РСФСР с центром в селе Борисово-Судское, существовавшая в 1927—1959 годах.
Борисово-Судский район в составе Череповецкого округа Ленинградской области был образован в августе 1927 года из 42 сельсоветов Белозерского уезда и 1 с/с Устюженского уезда Череповецкой губернии.
Всего было образовано 43 с/с: Агеевский, Афанасовский, Борисовский, Васильковский, Великосельский, Верхнешомский, Верхний, Заболотокий, Замошский, Ивановский, Кеняшский, Корниловский, Комоневский, Крайский, Курьяновский, Кьямский, Лабокшский, Логиновский, Лыковский, Мамаевский, Мамоновский, Межерский, Митинский, Нижний, Новолукинский, Новостаринский, Ножемский, Пельпахотский, Плосковский, Пожарский, Поздняковский, Семеновский, Стармушский, Стунинский, Суворовский, Тереховский, Третьяковский, Хрипеловский, Центральный, Чукшинский, Ширяевский, Шумновский, Шушкинский.
В ноябре 1928 года были упразднены Агеевский, Васильковский, Верхнешомский, Заболотский, Ивановский, Корниловский, Курьяновский, Лабокшский, Логиновский, Лыковский, Митинский, Нижний, Поздняковский, Стармушский, Ступинский, Суворовский, Третьяковский, Хрипеловский и Ширяевский с/с. В 1931 году из Кадуйского района в Борисово-Судский был передан Конецкий с/с.
23 сентября 1937 года Борисово-Судский район был передан в Вологодскую область.
В 1959 году Борисово-Судский район был упразднён, а его территория была передана в Бабаевский район.